# Shogo Fujimaki
Shogo Fujimaki (藤牧 祥吾 Fujimaki Shogo?, nacido el 13 de junio de 1989 en Mie) es un futbolista japonés que se desempeña como defensa.

## Trayectoria

### Clubes
| Club            | País  | Año         |
| --------------- | ----- | ----------- |
| Ventforet Kofu  | Japón | 2012        |
| Fujieda MYFC    | Japón | 2013        |
| Gainare Tottori | Japón | 2014        |
| Vonds Ichihara  | Japón | 2014        |
| Veertien Mie    | Japón | 2015 - 2020 |

## Estadística de carrera

### J. League
| Club            | Año   | J. League | J. League | Copa J. League | Copa J. League | Total | Total |
| Club            | Año   | Part.     | Goles     | Part.          | Goles          | Part. | Goles |
| --------------- | ----- | --------- | --------- | -------------- | -------------- | ----- | ----- |
| Ventforet Kofu  | 2012  | 0         | 0         | -              | -              | 0     | 0     |
| Gainare Tottori | 2014  | 3         | 0         | -              | -              | 3     | 0     |
| Total           | Total | 3         | 0         | 0              | 0              | 3     | 0     |

## Palmarés

### Títulos nacionales
| Título    | Club           | País  | Año  |
| --------- | -------------- | ----- | ---- |
| J2 League | Ventforet Kofu | Japón | 2012 |